# Frühe Shakespeare-Editionen

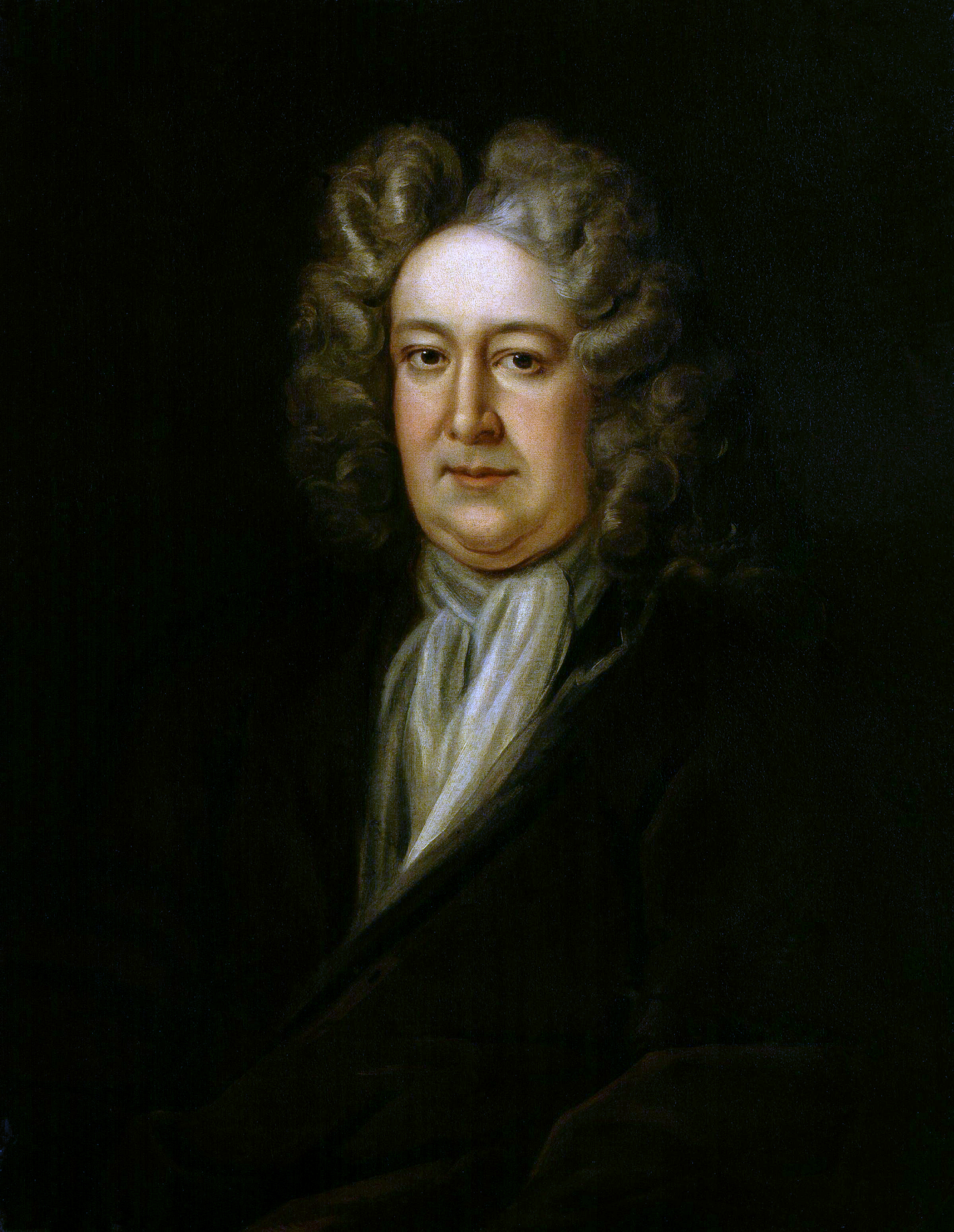
Nicholas Rowe, der Herausgeber der ersten frühen Shakespeare-Edition von 1709

Mit dem Begriff Frühe Shakespeare-Editionen werden die Ausgaben der dramatischen Werke William Shakespeares aus der Zeit zwischen 1709 und 1821 bezeichnet. Diese Epoche beginnt mit den klassischen oder „frühen“ Editionen von Rowe, Pope, Theobald, Hanmer und Warburton, gefolgt von den ersten kritischen Editionen von Johnson, Capell und Steevens, und endet mit der posthumen Herausgabe der 21-bändigen Variorum-Ausgabe von Edmond Malone. Sie bilden die Grundlage aller modernen Ausgaben.

## Einleitung
Die Herausgeber der Dramen Shakespeares im 18. Jahrhundert, beginnend mit Rowe im Jahre 1709, legten ihren Ausgaben die First Folio in der vierten Auflage von 1685 zugrunde und gingen davon aus, dies sei der qualitativ beste Text. In der zweiten Hälfte des 18. Jahrhunderts wurde diese Annahme in Frage gestellt. Edward Capell beschrieb im Vorwort seiner Edition von 1767/68 seine Entdeckung, dass die Herausgeber der First Folio ihren Texten teilweise Quartoausgaben minderer Qualität, sogenannte Bad Quartos, zugrunde gelegt hätten. Dies widersprach der Selbstbeschreibung der Arbeitsweise von Heminges und Condell, sie hätten mit ihrer Edition die bislang verbreiteten Quartoausgaben mit fragwürdiger Qualität in allen Fällen durch die Verwendung authentischer Manuskripte ersetzt. Konsequenterweise erklärte Edmond Malone in seiner Edition von 1790, dass man bei der Herausgabe von Shakespeares Dramen die ältesten erhaltenen Texte bevorzugen solle. Dieses Editionsprinzip (wähle den ältesten Text), gewissermaßen das „Capell-Malone-Paradigma“ der Shakespeare-Forschung, beherrschte die Editionspraxis für nahezu 150 Jahre bis zum Beginn des 20. Jahrhunderts. Es war geprägt von einer tief sitzenden Skepsis gegenüber dem Wert der First Folio. Somit ergeben sich in der Editionspraxis der Shakespeare-Ausgaben folgende Epochen:
- 17. Jahrhundert: Reprints der First Folio bis 1685 und Reprints der Quartos bis zum Beginn des 18. Jahrhunderts
- 18. Jahrhundert: Rowe bis Johnson, die klassischen (voneinander abhängigen) Editionen auf der Basis der vierten Folio-Ausgabe
- 18./19. Jahrhundert: Von Capell und Malone bis Pollard reicht die Epoche der quartobasierten Editionen mit dem Versuch, den ursprünglichen Text anhand der ältesten Drucke wiederherzustellen. In der Mitte des 19. Jahrhunderts erscheint mit dem Furness-Variorum (1871–1912) die letzte Edition aus einer Hand. Die erste Cambridge-Shakespeare-Ausgabe (1863–1866) ist die erste Edition eines akademischen Autorenkollektivs.
- 20. Jahrhundert: Anfang des Jahrhunderts erfolgt die Rehabilitation der First Folio durch die Arbeiten von Pollard und der Beginn der New Bibliography in Zusammenarbeit mit McKerrow und W. W. Greg.

Die Editionspraxis zum Ende des 16. Jahrhunderts (beginnend mit der Veröffentlichung der ersten Shakespeare-Quartos im Jahre 1594) und im 17. Jahrhundert wird in den Artikeln zu den Quartos und Folios der Shakespeareschen Werke beschrieben. Hinweise zu den sehr seltenen Manuskripten Shakespeares finden sich in dem Artikel Sir Thomas More. Hinweise zur Produktionssequenz „Manuskript – Aufführung – Druck“ werden in dieser Einleitung zum Abschnitt Textgeschichte gegeben. Der vorliegende Artikel gibt eine Übersicht zu den Shakespeare-Editionen der Dramen im 18. Jahrhundert und umfasst die Darstellung der frühen nichtwissenschaftlichen und der ersten kritischen Editionen. Im 19. Jahrhundert werden erstmals populäre Werkausgaben (gewissermaßen als Massenware) hergestellt und ab etwa 1860 arbeiten erstmals Autorenkollektive an wissenschaftlichen Werkausgaben der Dramen. Die Editionspraxis im 20. und 21. Jahrhundert ist von einer akademischen Spezialisierung geprägt, die überwiegend in den drei großen Editionen Arden, Oxford und Cambridge geleistet wird. Die modernen Editionsprinzipien werden unter dem Stichwort der „New Bibliography“ zusammengefasst. Die weltweit herausragenden Forschungsstätten sind in dem Artikel Shakespeare-Forschungsstätten beschrieben. Die Editionsgeschichte der poetischen Werke Shakespeares ist hier nicht dargestellt und wird gesondert abgehandelt.

## Die klassischen Editionen im 18. Jahrhundert

### Nicholas Rowe
- Rowe 1709
- Pope 1723
- Theobald 1733
- Theobald 1740
- Hanmer 1744 (1747)
- Warburton 1747

Rowe ist nach den anonymen Editoren der zweiten bis vierten Folioausgabe (F2 bis F4) der nächste namentlich bekannte Shakespeare-Herausgeber. Seine Ausgabe von 1709, die von dem Verleger Jacob Tonson beauftragt wurde, ist textlich gesehen ein Reprint der vierten Folio von 1685 in einem handlichen mehrbändigen Quarto-Format. Sie erschien als erste mehrbändige Ausgabe, die mit Stichen zur Illustration versehen wurde. Rowe machte (in Kenntnis von deren Existenz) keinen Gebrauch von der ersten Folioausgabe oder den frühen Quartos. Er modernisierte Aussprache, Zeichensetzung und Grammatik des Textes, vereinheitlichte die Namen der dramatischen Figuren, verfasste zu jedem Stück eine „dramatis personae“-Liste (eine Aufzählung der handelnden Figuren), vervollständigte die Akt-Einteilungen und korrigierte systematisch die Bühnenanweisungen („entrance“ und „exit“). Er korrigierte fehlerhafte Schreibweisen und beseitigte falsche Zeilenumbrüche („mislineations“), etwa in Fällen, in denen Verse als Prosa gesetzt wurden. In der Einleitung seiner Ausgabe verfasste er die erste Biographie Shakespeares. Rowes Edition gilt aus heutiger Sicht als Anfang einer Entwicklung hin zu einer „Normalisierung“ des Shakespearetextes.

### Alexander Pope
Alexander Popes Edition von 1723–1725 basiert auf der von Rowe. Allerdings schied er aus seiner Ausgabe alle sogenannten Shakespeare-Apokryphen aus, die in der dritten Folioversion von 1664 aufgenommen worden waren und stellte als Erster Vergleiche mit den ihm zugänglichen Quarto-Ausgaben an. Er verbesserte die von Rowe begonnenen Korrekturen fehlerhafter Zeilenumbrüche und ergänzte weitere Handlungsorte. Die Szeneneinteilung gestaltete er nach italienisch-französischem Vorbild, wobei das zusätzliche Auftreten einer dramatisch bedeutsamen Person sich in einer neuen Szene niederschlug. Seine Zeilenwiederherstellungen („relineations“) waren fast vollständig und wurden von allen modernen Herausgebern bis auf den heutigen Tag übernommen. Er war aber auch der Meinung, Shakespeare hätte als Dichter den ästhetischen Prinzipien des 18. Jahrhunderts zugestimmt und schrieb alle Abweichungen davon Schriftsetzern und Druckern zu. Im Ergebnis bereinigte er den Text im Sinne des klassizistischen Geschmacks seiner Zeit sowie seines eigenen Literaturverständnisses und Sprachempfindens. Seine Edition gilt als in Teilen „anhand ästhetischer Kriterien konstruiert“. Er hob „shining passages“ durch Markierungen hervor und verbannte nach seiner Meinung schlechte oder ihm nicht als echt erscheinende Textstellen in Fußnoten. Das Vorwort seiner Ausgabe gilt als ein einflussreiches Zeugnis der Literaturkritik seiner Zeit.

### Lewis Theobald
Lewis Theobalds Ausgabe von 1733 basiert einerseits auf dem Text von Pope und ist andererseits eine kritische Reaktion auf die Pope’sche Edition. Er verfasste zunächst 1726 eine sarkastische Kritik an Pope unter dem Titel Shakespeare restored („Shakespeare wiederhergestellt“). Pope antwortete mit einer brillanten Entgegnung, dem Spottgedicht The Dunciad. Theobald gilt als der erste Herausgeber, der die zuvor bei klassischen Texten und der Bibel entwickelten Methoden im Falle Shakespeares angewendet hat. Er lehnte willkürliche Eingriffe in den Text ausdrücklich ab und klagte die Autorität der frühen Drucke („older copies“) ein. In Fällen, in denen der Text unrettbar zerstört erscheint, sollen Wiederherstellungsversuche auf „Vernunft oder Autorität“ beruhen. Trotz der eleganten Antwort Popes war Theobalds Edition erfolgreich: Sie wurde im 18. Jahrhundert siebenmal wiederaufgelegt und fast alle späteren Herausgeber haben Theobalds Urteile in Editionsfragen gewürdigt. Zeitgenössische Autoren nennen ihn daher „the first Shakespeare scholar“.

### Thomas Hanmer und William Warburton
Die Ausgabe von Thomas Hanmer aus dem Jahre 1744 basiert auf dem Text von Theobald. Sie hat unter Gelehrten kein hohes Ansehen. Sie gilt trotz einiger treffender Korrekturen als lediglich dekorative Luxusausgabe ohne wissenschaftlichen Wert. William Warburton veröffentlichte 1747 seine Edition ebenso wie Hanmer unter Bezugnahme auf Theobald. Heute wird seine Ausgabe als wenig originell angesehen, er gilt als uneinsichtig („obtuse“) und seine Interpretationen als willkürlich. Wells und Taylor erklären, er habe nur den Müll („detritus“) seiner Zusammenarbeit mit Theobald veröffentlicht und sein Ansehen wäre höher, wenn er gar nichts geschrieben hätte. Als Reaktion auf Warburtons Edition publizierte Thomas Edwards 1748 das Pamphlet Supplement to Warburton’s Edition of Shakespeare, später The Canons of Criticism genannt, in dem er satirische Empfehlungen für die textkritische Arbeit gibt:
- Ein Kritiker hat das Recht, zu behaupten, ein Autor habe das geschrieben, was er hätte schreiben sollen.
- Der Kritiker hat das Recht, jeden Text zu ändern, den er nicht versteht.[16]

## Die kritischen Editionen im 18. und frühen 19. Jahrhundert

### Samuel Johnson
- Capell 1768

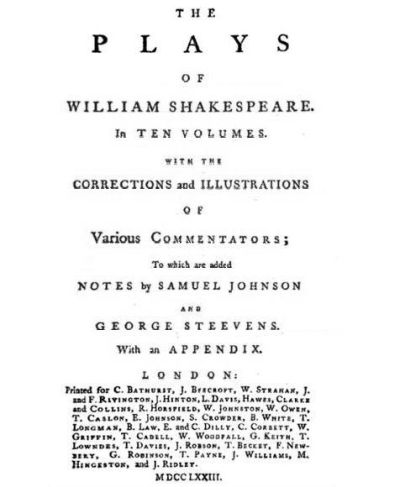
Johnson 1773
- Johnson-Steevens 1773
- Steevens-Johnson Supplement 1778
- Steevens-Johnson 1793
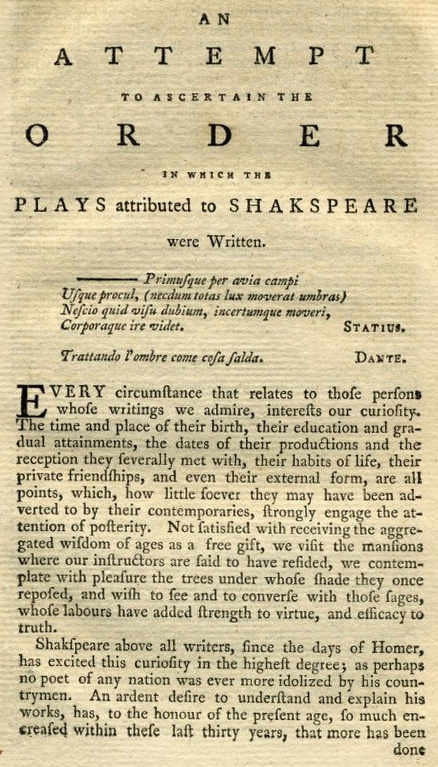
Malone Chronologie
- Johnson-Steevens
(5. Aufl. Issac Reed) 1803
- Malone-Boswell 1821

Johnson veröffentlichte seine achtbändige Edition 1765. Im Urteil heutiger Wissenschaftler stellt sie keinen bedeutenden Fortschritt gegenüber den vorherigen Ausgaben dar. Er genießt aber wegen seines treffsicheren Urteils hohes Ansehen und manche Gelehrte nennen ihn daher respektvoll „Dr. Johnson“. Dr. Johnson ist bekannt für das Vorwort seiner Auflage. Sie gilt als ein Monument der Literaturkritik, als Wendepunkt, weg von einer klassizistischen, hin zur romantischen Dramentheorie. Johnson bezeichnet Shakespeare als Dichter der Natur („poet of nature“), die von ihm geschaffenen Charaktere seien unverfälschte Nachkommen einer gewöhnlichen Menschlichkeit („genuine progeny of common humanity“) und für uns bedeutsam, weil sie unsere tatsächlichen Erfahrungen widerspiegelten. Er lehnte die (vor allem von Voltaire in Frankreich, Thomas Rymer in England und Gottsched in Deutschland vertretene) auf Aristoteles basierende neoklassizistische Dramenkonzeption mit ihrer Forderung nach einer Einheit von Ort, Zeit und Handlung auf der Bühne ab und verteidigte Shakespeares Verstöße gegen die Prinzipien des Regeldramas ebenso wie seine Neigung, die Gattungsgrenzen zu überschreiten. Johnson erhob die Forderung nach einem historisierenden Verfahren bei der Edition: ein Herausgeber solle sich bemühen, die Bücher zu lesen, die der Autor gelesen habe, seine Schriften sollten mit denen seiner Zeit verglichen werden und er verfocht die Ansicht, dass die erste Auflage der Folio Autorität über alle nachfolgenden haben müsse. Er ermutigte mit seinen Forderungen die nachfolgenden Herausgeber Steevens, Reed und Malone zur Arbeit an einem Variorum. Diese Ad-fontes-Haltung Johnsons bedeutete einen vollständigen Bruch mit der bisherigen Editionspraxis der Shakespeare-Ausgaben.

### Edward Capell
Edward Capells Ausgabe der Werke von Shakespeare aus dem Jahr 1768 bietet als Erste einen neu erarbeiteten Text und gilt als eine bemerkenswert saubere Edition. Einige Jahre nach Veröffentlichung seiner Edition publizierte er 1774 und 1779–1783 den Anhang Notes and Various Readings., der den Aufsatz School of Shakespeare enthält, in dem Capell auf Parallelen zwischen den Werken Shakespeares und seinen Zeitgenossen hinweist. Capell sammelte Quartos über einen Zeitraum von dreißig Jahren und vermachte seine Sammlung nach seinem Tod dem Trinity College. Er war der erste Herausgeber, der den Wert des Stationers’ Register erkannte, er benutzte Francis Meres’ Palladis Tamia, untersuchte Shakespeares Gebrauch von Raphael Holinsheds Chronicles, Sir Thomas Norths Übersetzung von Plutarchs Parallelbiographien und erforschte „the Origin of Shakespeare’s Fabels“. Capell war sehr sorgfältig in seiner Arbeit. Er verbrachte Jahre damit, den Text der Dramen aus den ihm zur Verfügung stehenden Quartos abzuschreiben und diese Notizen für seine Edition zu verwenden. Seine Ausgabe war somit in der Praxis der Bruch mit der schlechten Tradition (die eigene Ausgabe auf der Vorhergehenden aufzubauen und damit Fehler und Irrtümer anzuhäufen), den Johnson theoretisch eingefordert hatte. Zudem behauptete er in der von ihm 1760 herausgegebenen Veröffentlichung Prolusions; or, Select Pieces of Ancient Poetry, Compil’d with great Care from their several Originals, and Offer’d to the Publicke as Specimens of the Integrity that should be Found in the Editions of worthy Authors. für das von ihm zu den Shakespeare Apocrypha zählende Werk King Edward III erstmals die Urheberschaft Shakespeares und nahm es in diese Sammlung auf. Die Shakespearesche Autorenschaft von King Edward III wurde im Gegensatz zu Capell bis dahin von allen vorherigen sowie zeitgenössischen Shakespeare-Gelehrten und Herausgebern geleugnet und auch in der Nachfolge Capells von dem überwiegenden Teil der Shakespeare-Forscher über lange Zeit bis in das 20. Jahrhundert hinein vehement bestritten.

### George Steevens
Steevens veröffentlichte 1766 einen Reprint der ihm zugänglichen Quarto-Texte unter dem Titel: Twenty of the Plays of Shakespeare. Einige Jahre später (1773) publizierte er die erste Auflage seiner Shakespeare-Edition. Er verwendete dazu Johnsons Text und erweiterte ihn im Sinne einer Variorum-Ausgabe. 1778 besorgte er eine zweite Auflage. 1780 fügte Edmond Malone der Ausgabe von Steevens zwei Supplement-Bände hinzu. Isaac Reed überarbeitete Steevens’ Edition 1785 erneut und Steevens selbst besorgte 1793 eine abschließende 15-bändige Ausgabe.

### Edmond Malone
Während Capell, der wie Malone Historiker war, die Bedeutung der alten Texte hervorhob, richtete Edmond Malone sein Augenmerk auf die zeitbedingten Umstände der Entstehung der Werke Shakespeares. Er veröffentlichte 1790 die erste Ausgabe seiner Edition. Vervollständigt wurde sie aber erst über 10 Jahre nach seinem Tod von James Boswell, dem Jüngeren im Jahre 1821 in Form einer 21-bändigen Ausgabe.
Seine Edition war das erste wirkliche Variorum und Vorbild späterer Unternehmungen von Furness. Seine Arbeit wurde über ein halbes Jahrhundert von anderen Herausgebern fortgesetzt und in ihrer Bedeutung erst von der Cambridge-Edition von W. G. Clark, W. A. Wright und J. Glover aus den Jahren 1863–1866 abgelöst. Malone gilt als einer der bedeutendsten Shakespeare-Gelehrten und seine Ausgabe wird von vielen als die beste des 18. Jahrhunderts angesehen. Seine Selbstverpflichtung lautete, nicht zu ruhen, bis jede Unklarheit bei der Arbeit am Text ausgeräumt sei. Er untersuchte Gerichtsakten, Testamente, Taufbücher und Reiseberichte. Er war unermüdlich darin, aussagekräftige Dokumente von fadenscheinigen Behauptungen zu unterscheiden. Er verfasste die erste Darstellung zum elisabethanischen Theater (Account to the English Stage) und die erste systematische Untersuchung zur Chronologie der Werke Shakespeares („An attempt to ascertain the order in which the plays attributed to Shakespeare were written.“). Seine detektivische Begabung half ihm auch dabei, zwei literarische Betrügereien aufzudecken: die Fälschungen von Thomas Chatterton und die von William Henry Ireland.